# سيرجي إيفانوف (دراج)
سيرجي إيفانوف (بالروسية: Иванов, Сергей Валерьевич)‏ مواليد 5 مارس 1975 في تشوفاشيا، الاتحاد السوفيتي، هو دراج روسي في صنف سباق الدراجات على الطريق. شارك في دورة الألعاب الأولمبية الصيفية.

## سباقات أو مراحل فاز بها
- طواف فرنسا
- طواف سويسرا